# Пристоє
Присто́є (болг. Пристое) — село в Шуменській області Болгарії. Входить до складу общини Каолиново.

## Населення
За даними перепису населення 2011 року у селі проживали 977 осіб.
Національний склад населення села:
| Національність   | Кількість осіб | Відсоток |
| ---------------- | -------------- | -------- |
| турки            | 917            | 94,5 %   |
| цигани           | 28             | 2,9 %    |
| болгари          | 15             | 1,5 %    |
| інша             | 0              | 0 %      |
| не визначились   | 10             | 1,0 %    |
| Всього відповіли | 970            |          |

Розподіл населення за віком у 2011 році:
Динаміка населення: